# Italochrysa conflexa
Italochrysa conflexa là một loài côn trùng trong họ Chrysopidae thuộc bộ Neuroptera. Loài này được [Author?] miêu tả năm 0000.